# RB 3200

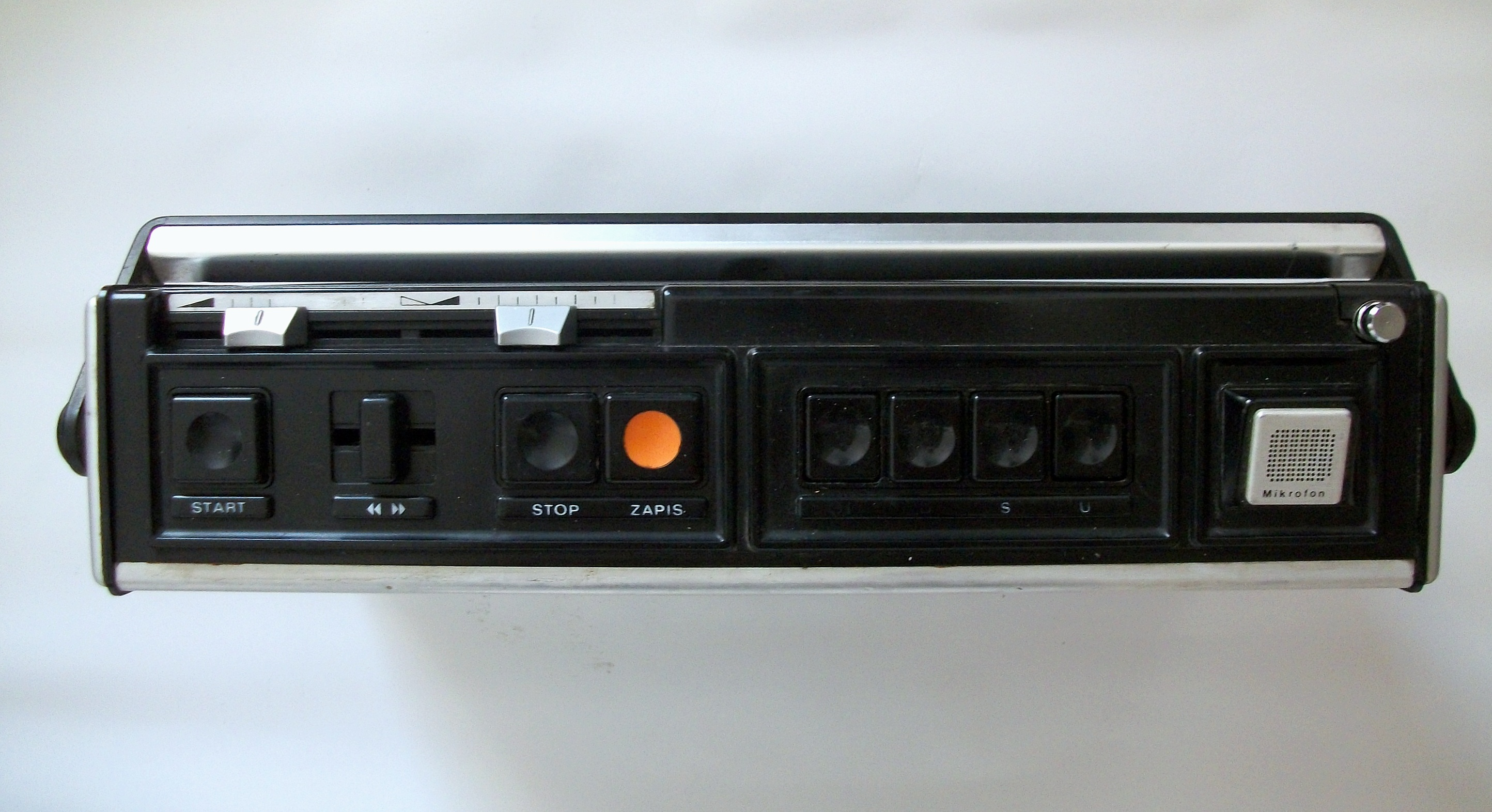
Widok z góry

RB 3200 Automatic (nazywany Grundigiem) – polski radiomagnetofon przenośny, produkowany na przełomie lat 70. i 80. XX w. przez Zakłady Radiowe Kasprzaka na licencji niemieckiego Grundiga. Był to jeden z najpopularniejszych radiomagnetofonów produkowanych w Polsce.

## Opis urządzenia
UNITRA ZRK nabyła licencję na model Grundig C3200, którego sprzedaż w Niemczech rozpoczęto w 1978 roku, a więc konstrukcja tego radiomagnetofonu miała początek w 1978 roku. Produkowany w Polsce model został nazwany RB-3200, a UNITRA ZRK rozpoczęła jego produkcję licencyjną od 1981 roku. Wersja I i II są wizualnie i technicznie odzwierciedleniem C3200. Technicznie z jednym wyjątkiem, bo zakres fal radiowych FM wtedy w Polsce był inny. Słowo „Automatic” w nazwie oznacza automatyczny poziom zapisu. Wyposażony w antenę ferrytową (dla fal długich i średnich) oraz teleskopową (dla zakresu UKF). Zasilany jest zarówno bateryjnie, jak i z sieci. Magnetofon pracuje z prędkością przesuwu taśmy równą 4,75 cm/s. Nierównomierność przesuwu taśmy jest mniejsza lub równa 0,4%. Dynamika wynosi ok. 50 dB.

## Wersje urządzenia
- I wersja – składana z części firmy Grundig, z charakterystyczną zdejmowalną rączką.
- II wersja – składana z podzespołów firmy Grundig. UNITRA ZRK wprowadziła wersję z rączką przymocowana na stałe. W związku dalszym montażem na oryginalnych podzespołach marki Grundig, został przyznany znak jakości 1 (ikonka 1 umieszczona w trójkącie), który oznaczał w ówczesnym czasie wysoką jakość wykonania danego produktu.
- III wersja – produkowana po 1983 (po odebraniu licencji) jako RB 3200 Kasprzak. Najgorsza wersja radiomagnetofonów RB 3200, składana z polskich części. Produkowana parę miesięcy nie zyskała uznania wśród użytkowników. Po tej wersji nie produkowano więcej RB 3200.

Następca radiomagnetofonu MK 2500.